# Станиславский трамвай
Стани́славский трамвай — трамвайная система, которую планировалось построить в Ивано-Франковске (который до 1962 года назывался Стани́слав) в конце XIX века-начале XX века.

## История
Летом 1894 года в городе возник проект бензомоторного трамвая. Однако после обсуждений было решено строить конный трамвай. В 1896 году окончательно остановились на электрическом трамвае.
Проектные работы выполнила фирма «Сименс и Гальске». В 1908 году были утверждены маршруты. Основная линия должна проходить от железнодорожного вокзала и далее по улицах Вовчинецкой, Грушевского и Независимости, где мало идти первой ответвлением к железнодорожному виадуку. Далее линия направлялась Вечевым площадью, где должно было быть ещё одно разветвление: одно должно к ул. Галицкой в парке Воинов-интернационалистов, другая — по улицам Мазепы, Сечевых Стрельцов, Черновола и парка им. Шевченко.
Все эти планы перечеркнула Первая мировая война и в дальнейшем к проекту трамвая в городе уже не возвращались.